# Marginisporum aberrans
Marginisporum aberrans (Yendo) Johanson & Chihara, 1969  é o nome botânico  de uma espécie de algas vermelhas pluricelulares do gênero Marginisporum, subfamília Corallinoideae.
- Algas marinhas encontradas no Japão, China, Coreia e Taiwan.

## Sinonímia
- Amphiroa aberrans Yendo, 1902
- Arthrocardia aberrans (Yendo) Weber-van Bosse, 1904